# The Woman Under Oath
The Woman Under Oath er en amerikansk stumfilm fra 1919 af John M. Stahl.

## Medvirkende
- Florence Reed som Grace Norton
- Hugh Thompson som John Schuyler
- Gareth Hughes som Jim O'Neil
- David Powell som Edward Knox
- Florida Kingsley som O'Neil